# Дельфинарий

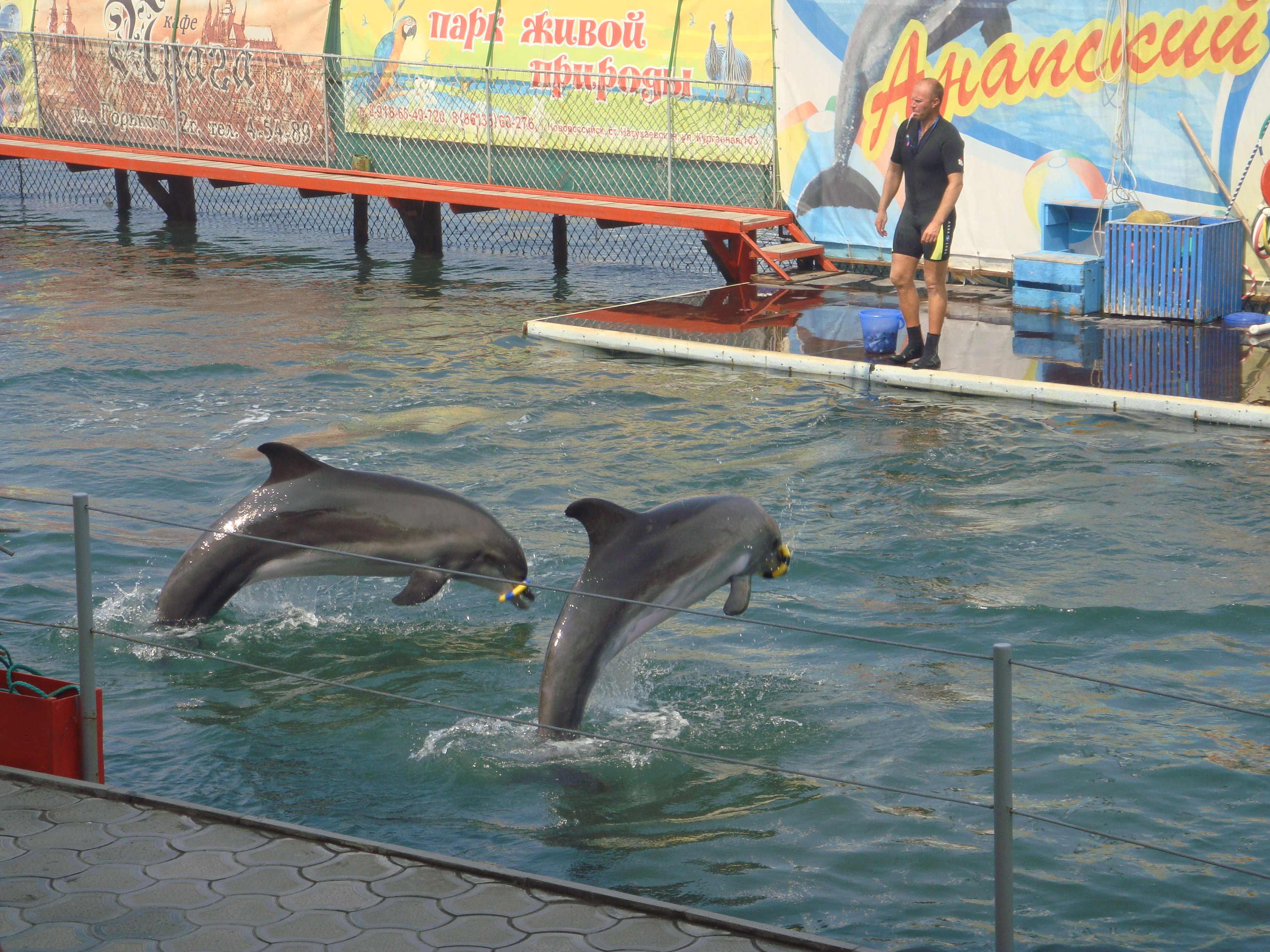
Утришский дельфинарий

Дельфинарий — специальный водный бассейн для демонстрации зрителям дрессированных дельфинов, которые находятся в неволе. Как правило, в больших океанариумах показывают афалин и белух, а также представления с их участием. В некоторых дельфинариях демонстрируют представления с косатками. Дельфинарий часто становится объектом обсуждения зоозащитников.

## История
- Первый платный дельфинарий был открыт в 1938 году в США для развлекательных целей.
- В СССР первый дельфинарий был создан в Батуми при республиканском отделении ВНИРО и открыт 6 ноября 1974 года[1]

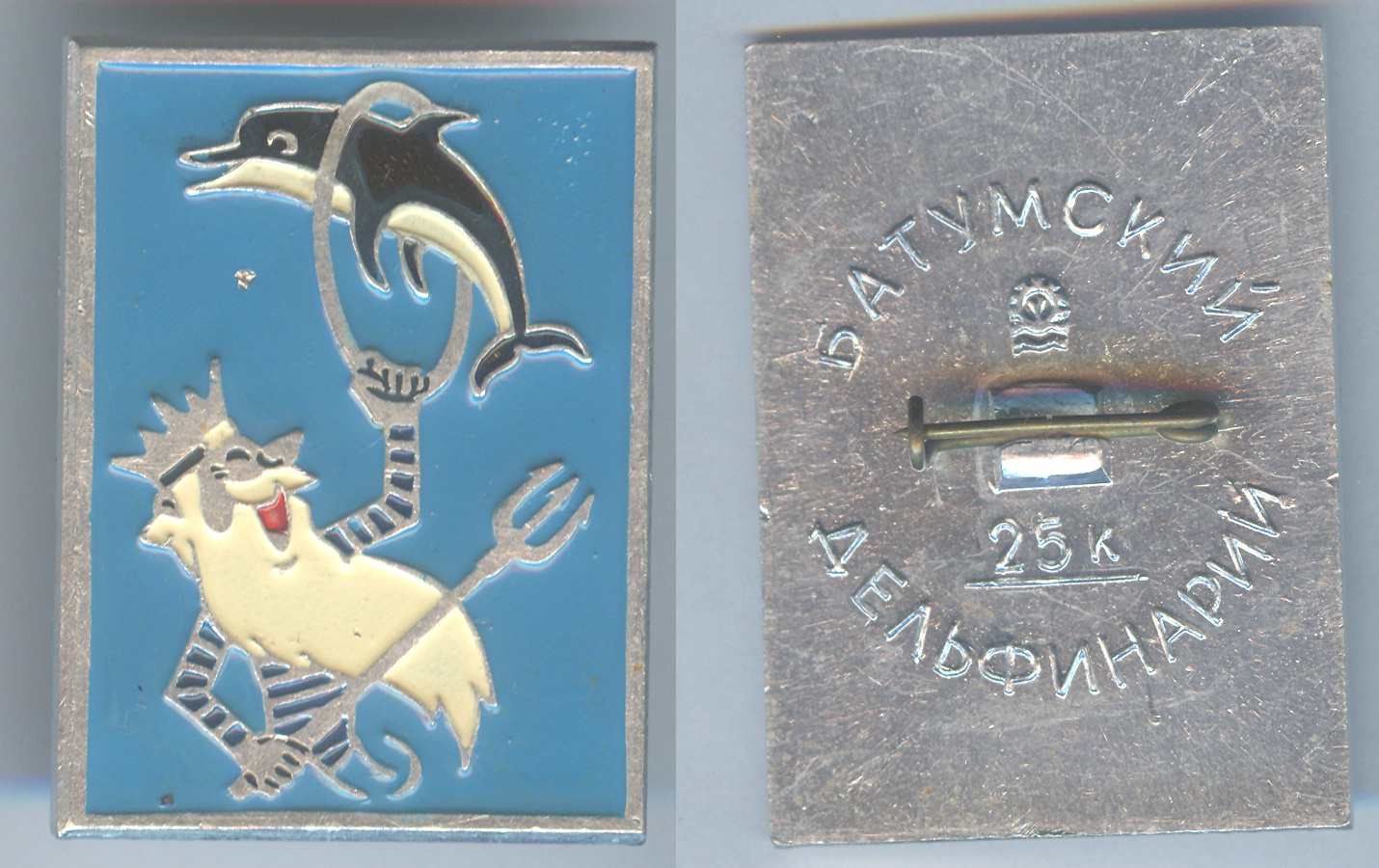
Значок «Батумский дельфинарий» 1975г.

## ДельфинарииСНГ
Дельфинарии России: 

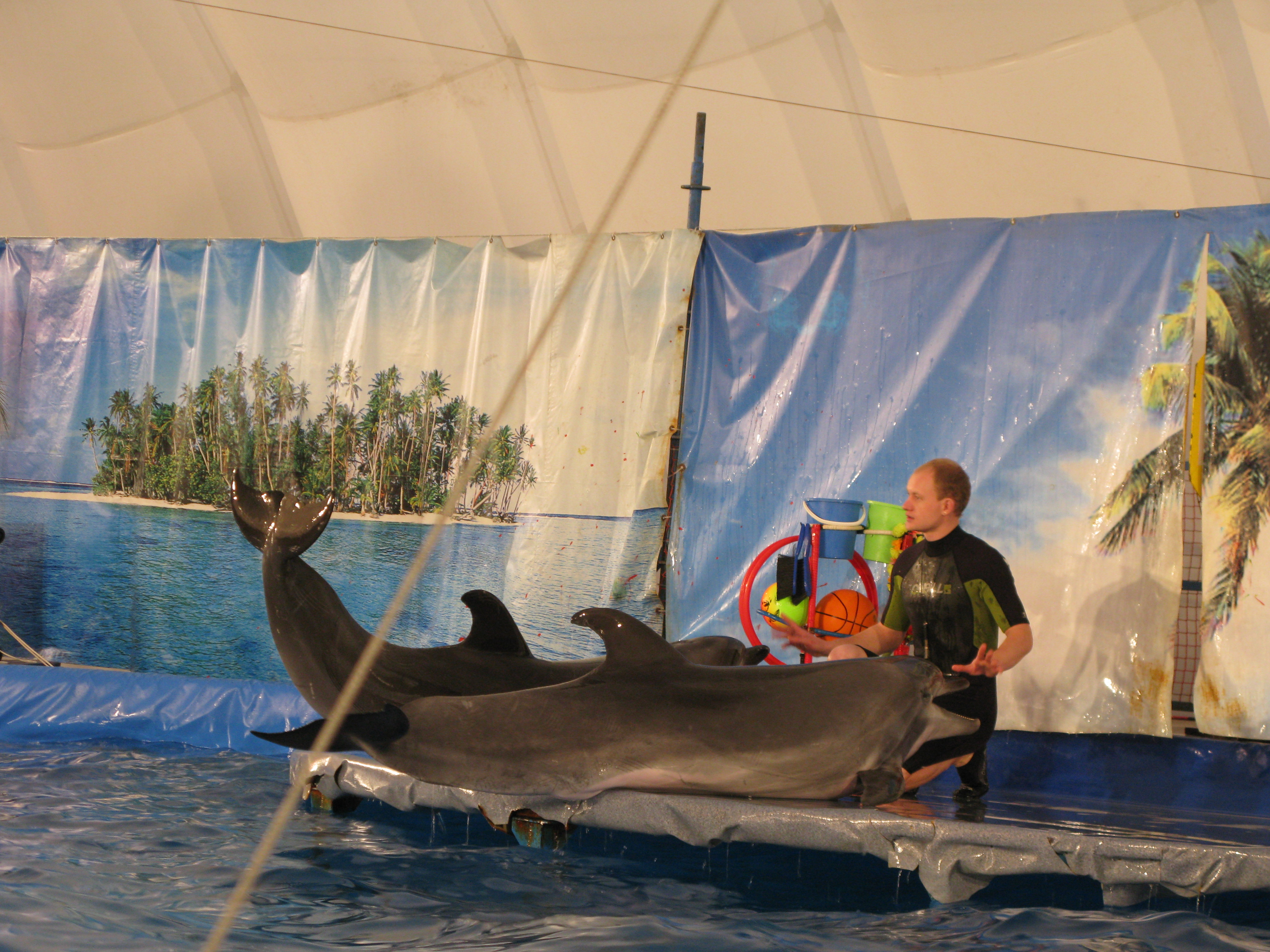
Дельфинарий в Челябинске.

- Московский Дельфинарий «Москвариум» на ВВЦ (ВДНХ),
- Дельфинарий Московского зоопарка (закрыт),
- Анапский дельфинарий (Утришский дельфинарий),
- Приморский океанариум (Владивосток),
- Грозненский дельфинарий,
- «Океанариум Дельфин» (Екатеринбург),
- Карадагский дельфинарий (Курортное),
- Коктебельский дельфинарий,
- Мурманский океанариум,
- Набережночелнинский дельфинарий,
- дельфинарий «Дельфиния» (Новосибирск),
- Сочинский океанариум, дельфинарии парка Ривьера, «Афалина» (Сочи), «Акватория» (Сочи-Адлер), «Колизей», «Морская звезда» (Сочи-Лазаревское),
- Ярославский дельфинарий «Dolphin Planet»,
- дельфинарии в Санкт-Петербурге, Алуште, Альметьевске, Архипо-Осиповке, Бернауле (нерпинарий), Витязево, Геленджике, Голубицкой, Джемете, Джубге, Евпатории, Ейске, Ижевске, Иркутске (нерпинарий), Кабардинке, Кисловодске, Краснодаре, Небуге (Туапсе), Нижневартовске, Нижнем Новгороде, Новороссийске, Одинцово, Пензе, Пятигорске, Ростове-на-Дону, Севастополе, Хабаровске[3], Челябинске, Ялте и Театр морских животных «Акватория» (Ливадия).

Дельфинарии Украины:
- сеть «Сеть дельфинариев "Немо"» (Бердянск, Коблево, Харьков, Одесса)
- дельфинарий в Кирилловке (Запорожская область).

Дельфинарии Беларуси:
- в Минске — открытие дельфинария 10 декабря 2011 года[4].